# لرزه (پدیده طبیعی)

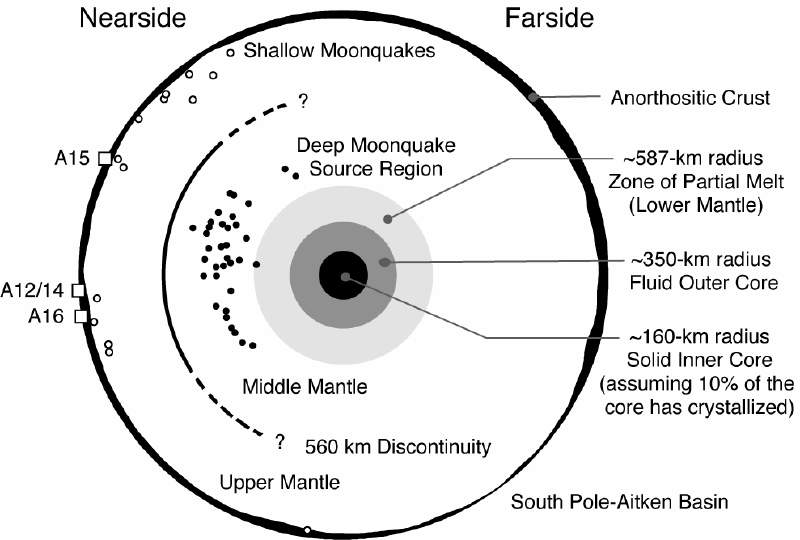
شماتیک ساختار درونی ماه

لرزه (به انگلیسی: Quake) برآیهٔ زمانی است که رویهٔ یک سیاره، ماه یا ستاره آغاز به تکان خوردن کند، این معمولاً به‌عنوان پیامد رهشِ ناگهانی انرژی تراگسیلیده، به‌عنوان موج لرزه‌ای و احتمالاً با شدت زیاد، است.
گونه‌های لرزه‌ها شامل:

## زمین‌لرزه
زمین‌لرزه (به انگلیسی: Earthquake) پدیده‌ای است که از رهش ناگهانی انرژی ذخیره‌شده در پوسته زمین که موج‌های لرزه‌ای می‌آفریند، برآیه (نتیجه) می‌شود.

## ماه‌لرزه
ماه‌لرزه یا مانگ‌لرزه (به انگلیسی: Moonquake) هم‌ارزِ مانگیِ زمین‌لرزه (به‌معنای، یک لرزه بر ماه) است. این برای نخستین بار توسط کیهان‌نوردان آپولو کشف شدند. بزرگ‌ترین ماه‌لرزه‌ها بسیار کم‌شدت‌تر از بزرگ‌ترین زمین‌لرزه‌ها هستند، گرچه تکان خوردن آن‌ها می‌تواند به دلیل فاکتورهای تنک و باریک‌کنندگی کمتر برای تعدیل لرزه‌ها تا یک ساعت به طول بینجامد.

## بهرام‌لرزه
بهرام‌لرزه (به انگلیسی: Marsquake) لرزه‌ای است که بر سیاره بهرام رخ می‌دهد. پژوهشی در ۲۰۱۲ پیشنهاد کرد که بهرام‌لرزه‌ها ممکن است هر یک میلیون سال رخ دهند.

## ناهیدلرزه
ناهیدلرزه (به انگلیسی: Venusquake) لرزه‌ای است که بر سیاره ناهید رخ می‌دهد.

## خورشیدلرزه
هورلرزه یا خورشیدلرزه (به انگلیسی: Sunquake) لرزه‌ای است که بر خورشید (هور) رخ می‌دهد.

## ستاره‌لرزه
ستاره‌لرزه یا اخترلرزه (به انگلیسی: Starquake) یک پدیده اخترفیزیکی است که وقتی پوسته یک نوترون اختر به زیر یک میزان‌سازی ناگهانی می‌رود، رخ می‌دهد، همانند به زمین‌لرزه بر زمین.

## یخ‌لرزه
زَم‌لرزه‌ها توسط رویدادهای زمین‌ساختی، مانند جابجایی صفحه‌های زمین‌ساختی یا خیزش ماگما، ماشیده و چکانده نمی‌شوند. آن‌ها هنگامی رخ می‌دهند که آب‌های زیرزمینی مایع منفذهای در خاک را سیر و اشباع‌کرده و به‌تندی به یخ‌های جامد خنک می‌شوند.